# 20013 Nureyev
20013 Nureyev è un asteroide della fascia principale. Scoperto nel 1991, presenta un'orbita caratterizzata da un semiasse maggiore pari a 2,618936 UA e da un'eccentricità di 0,167200, inclinata di 13,191871° rispetto all'eclittica. Ha un diametro di 4,987 km.
È dedicato a Rudol'f Nureev, ballerino e coreografo sovietico naturalizzato austriaco. 